# Петрос Гайтанос
Петрос Гайтанос (грец. Πέτρος Γαϊτάνος) — грецький співак, відомий своїм виконанням церковної та візантійської пісні. Його стиль визначаюсть як уособлення візантійської музики та християнських церковних гімнів та грецьких пісень.

## Біографія
Петрос Гайтанос народився 31 жовтня 1967 року у місті Драма, що на півночі Греції. Там і виріс. Його батьки були біженцями-селянами. Ще у ранньому дитинстві Петрос почув по радіо візантійську музику, і вона справила на нього таке сильне враження, що він і донині пам'ятає те звучання. Петрос з малих літ співав на різних місцевих святах, на весіллях. У 11 років він вперше побував на дискотеці, де для нього зазвучали Boney M, ABBA, Bee Gees, Tears For Fears, Боні Тайлер, Майкл Джексон. Але разом з тим, увагу Гайтаноса завжди привертали такі виконавці, як Казандзидіс, Марінеллу, Цицаніс, Алексіу, Даларас.
Дещо пізніше Петрос разом із друзями почали збиратись і грати на гітарах, співаючи пісні Саввопулоса, Лоізоса та інших відомих артистів. Коли співав Петрос Гайтанос, всі затихали і зачаровано слухали. Так він усвідомив, що наділений талантом. Тоді в нього з'явилась мрія стати співаком і поїхати на навчання до Афін. Проте його мрія здійснилась не відразу, і деякий час йому довелось навчатись на агронома.
Згодом Петрос все ж таки вступив до консерваторії Візантійської та Європейської музики, де провчився всі 5 років. Гайтанос почав працювати у музичних закладах разом з Елені Віталі, яка дуже в нього вірила і познайомила зі Стаматисом Спанудакисом.

## Кар'єра
У 1990 році вийшла дебютна платівка Петроса Гайтаноса, вірші і музику до якої написав Спанудакис. З цього розпочалось нове життя співака. Його почали запрошувати у ранкові телепередачі, він познайомився з відомими композиторами та співаками, а головне — впевнено вирішив займатися улюбленою справою.
У 2005 році Петрос виступив біля Пірамід у Єгипті, де запрошено було виступити небагатьох. Навіть таким зіркам, як Елвіс Преслі і U2 було відмовлено. З того часу Петрос мріє виступити на Китайській стіні, в монастирі у Тибеті, в пустелі Австралії і т. д.
У 2009 році Гайтанос отримав свій перший Золотий Диск . Його привітали і Архієпископ, і Митрополит Гліфади, і його вчитель з консерваторії.
Відомостей про його особисте життя немає. Петрос належить до тих знаменитостей, які не вплутують сторонніх у те, що на душі. Всі свої думки і почуття він виражає у своїх піснях.

## Дискографія

### Альбоми
- Το δίλημμα (1990)

- Γυάλινος δρομέας (1992)

### Пісні
- Ανάθεμά σε

- Αστέρι μου φεγγάρι μου (Αγάπη μου)

- Βράχο βράχο

- Γεια σου χαρά σου Βενετιά

- Λάθος εποχή

- Όλα σε θυμίζουν

- Πέρα από τη θάλασσα

- Σ' αγαπώ γιατί είσ' ωραία

- Στο κάστρο το παλιό

- Στο ‘πα και στο ξαναλέω

- Τα ματόκλαδά σου λάμπουν

- Τα ριάλια

- Της δικαιοσύνης ήλιε νοητέ

- Το τραγούδι της ξενιτιάς (Φεγγάρι μάγια μου 'κανες)

- Φραγκοσυριανή

- Χάθηκε το φεγγάρι

- Χριστός ανέστη

## Відеографія
1. https://youtu.be/GGCP3P5hl7A
2. https://youtu.be/THAviUuPl4M
3. https://youtu.be/ujGMHrW8eWw
4. https://youtu.be/j_WoA5vZtOk
5. https://youtu.be/AFG2pmKvALs
6. https://youtu.be/GAn3V09u8WU